# セシリア (タレント)
セシリア（Cecilia、7月29日 - ）は、BLUE SPLASH所属のタレント。大阪府出身。身長163cm、体重は48kg、血液型はO型。関西を中心に活動している。

## 人物
父親が日本人で母親がメキシコ人のハーフである。スペイン語が堪能。
1998年から芸能活動を始めた。テレビのリポーターやラジオのパーソナリティーなどとして活躍。
2011年6月11日、自身のブログにて結婚を発表。相手は歌手でシンガーソングライターの河口恭吾。今後は夫の在住する東京に拠点を移すため、『ミューパラ アグレッシブ』は2011年6月いっぱいで卒業することも併せて公表している。

## 出演歴
- 楠淳生のやんちゃな!weekend（ABCラジオ、2009年7月-2010年3月）
- ミューパラ　アグレッシブ（ABCラジオ、2010年4月-2011年6月）- 小籔千豊との共演。本人の結婚を理由に2011年6月をもって卒業[4]。
- Brilliant Times（radio CUBE FM三重、2010年4月-2010年9月）
- ニューススクランブル（読売テレビ）
- ベリグ!（ABCテレビ）
- 満たして好奇心（関西テレビ）